# Zobnatica
Zobnatica (cyr. Зобнатица) – wieś w Serbii, w Wojwodinie, w okręgu północnobackim, w gminie Bačka Topola. W 2011 roku liczyła 238 mieszkańców.